# الحراير (المخادر)

تعديل مصدري - تعديل

الحراير محلة تابعة لقرية الملحى، التابعة لعزلة السحول بمديرية المخادر إحدى مديريات محافظة إب في الجمهورية اليمنية، بلغ تعداد سكانها 53 حسب تعداد اليمن لعام 2004.